# Moleculaire symmetrie
Moleculaire symmetrie verwijst naar de symmetrie in een molecuul en de daaruit voortvloeiende eigenschappen en toepassingen met betrekking tot orbitaalstructuur, reactiviteit en fysische eigenschappen, zoals het voorspellen van een dipoolmoment. De symmetrie-eigenschappen van een molecuul hangen sterk samen met de moleculaire geometrie en kunnen wiskundig met behulp van de groepentheorie worden uitgewerkt. De gezamenlijke symmetrie-elementen in een molecuul wordt een puntgroep genoemd: aan ieder molecuul kan een puntgroep worden toegekend. 

## Symmetrie-elementen

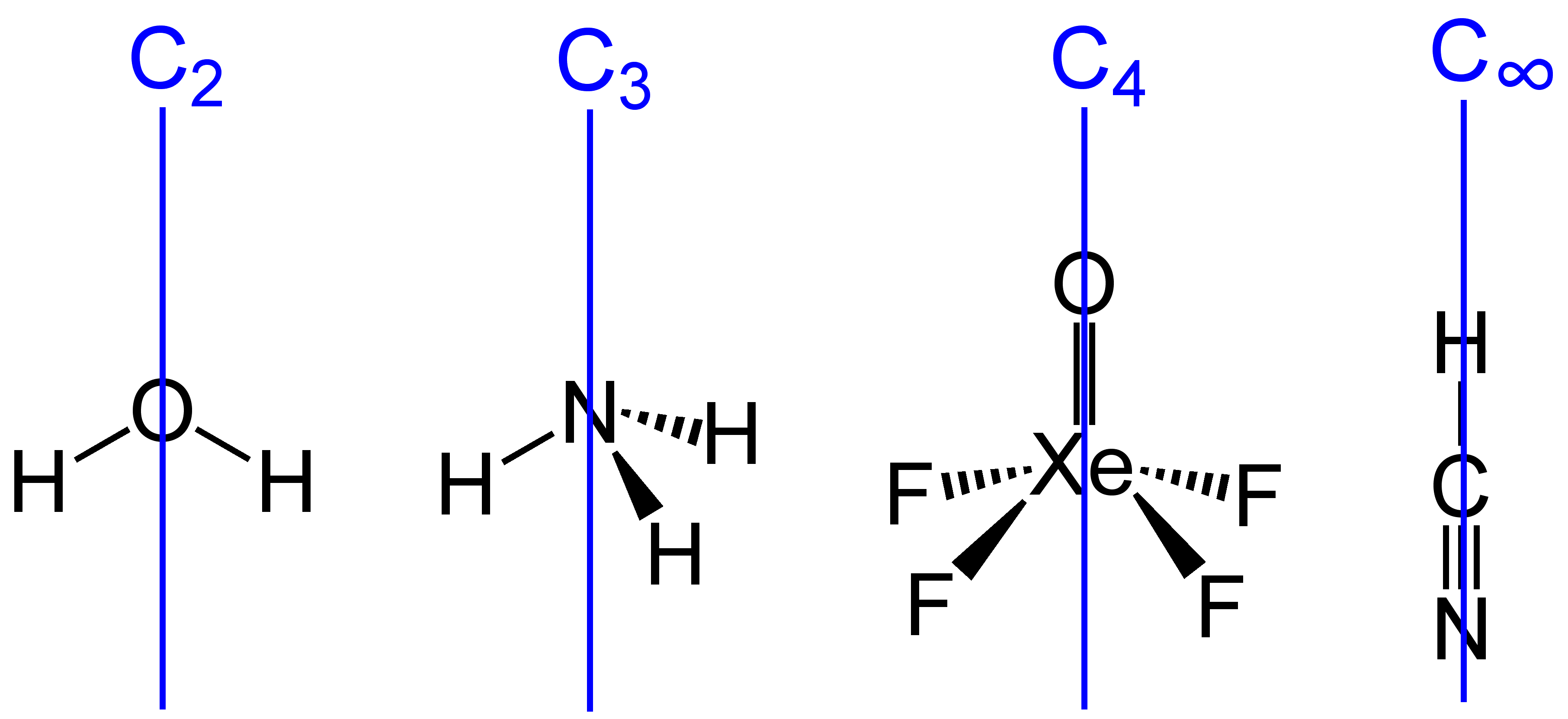
Structuurformule van vier moleculen: water, ammoniak, xenonoxytetrafluoride en waterstofcyanide

Een symmetrie-element van een molecuul is een wiskundig object. Dat kan een punt, lijn of vlak zijn, die een inversie, rotatie, spiegeling of draaispiegeling inhoudt, zodanig dat het beeld van het molecuul daar voor en na hetzelfde is. De structuurformule van een molecuul blijft onder de symmetrie-elementen hetzelfde, de chiraliteit ervan slaat onder een spiegeling alleen om. De symmetrie-elementen kunnen met een transformatiematrix worden beschreven ten opzichte van de ruimtelijke posities van de atomen.
De vijf symmetrie-elementen die in een molecuul kunnen voorkomen zijn:
- De eenheid (E)
- De rotatie-as (Cn)
- Het spiegelvlak (σ)
- Het inversiepunt (i)
- De rotatie-reflectie-as (Sn)

Water heeft bijvoorbeeld een C2-rotatie-as, ammoniak een C3-as, xenonoxytetrafluoride een C4-as en waterstofcyanide heeft een C∞-as.
| Symmetrie-element    | Transformatiematrix |
| -------------------- | --- |
| eenheid              | {\displaystyle E={\begin{bmatrix}1&0&0\\0&1&0\\0&0&1\end{bmatrix}}} |
| rotatie-as           | {\displaystyle C_{n}^{m}={\begin{bmatrix}\cos \left({\frac {m}{n}}360^{\circ }\right)&\sin \left({\frac {m}{n}}360^{\circ }\right)&0\\-\sin \left({\frac {m}{n}}360^{\circ }\right)&\cos \left({\frac {m}{n}}360^{\circ }\right)&0\\0&0&1\end{bmatrix}}}  |
| spiegelvlak          | {\displaystyle \sigma (xy)={\begin{bmatrix}1&0&0\\0&1&0\\0&0&-1\end{bmatrix}}} |
| inversiepunt         | {\displaystyle i={\begin{bmatrix}-1&0&0\\0&-1&0\\0&0&-1\end{bmatrix}}} |
| rotatie-reflectie-as | {\displaystyle S_{n}^{m}={\begin{bmatrix}\cos \left({\frac {m}{n}}360^{\circ }\right)&\sin \left({\frac {m}{n}}360^{\circ }\right)&0\\-\sin \left({\frac {m}{n}}360^{\circ }\right)&\cos \left({\frac {m}{n}}360^{\circ }\right)&0\\0&0&-1\end{bmatrix}}} |

## Matrixrepresentatie van een puntgroep
Een vaste set van symmetrie-elementen bepaalt een unieke puntgroep; iedere set van transformatiematrices die een-op-een correspondeert met symmetrie-elementen van deze set, bepaalt dezelfde puntgroep: zo'n set vormt een matrixrepresentatie van de betreffende puntgroep. 
Voor iedere puntgroep kan men een veelheid van matrixrepresentaties construeren. Binnen één matrixrepresentatie hebben alle matrices dezelfde orde n. Een representatie van orde n heet reducibel als zijn set matrices door een similariteitsoperatie herleid kan worden tot een set van matrices van een orde kleiner dan n; de nieuwe set is dan ook een representatie van de betreffende puntgroep. Een representatie heet irreducibel, als er geen similariteitsoperatie meer is te vinden, die al zijn matrices kan herleiden tot een kleinere orde. 
De reducibiliteit van representaties hangt samen met het feit dat de transformatiematrices in de meeste gevallen herleid kunnen worden tot diagonale matrices of ten minste tot blokdiagonale matrices. 
Transformatiematrices zijn vierkante matrices. Een belangrijke eigenschap van een vierkante matrix is zijn spoor, dit is de som van de diagonaalelementen (de matrixelementen op de hoofddiagonaal). Het spoor wordt in de groepentheorie ook karakter genoemd. De karakters worden in een karaktertabel samengevat, geordend naar symmetrie-elementen (de kolommen) en representaties (de rijen). Het algemene symbool voor representaties is Γi. 
Als voorbeeld kan water gelden, dat een gebogen moleculaire geometrie bezit en behoort tot de puntgroep C2v. Deze puntgroep heeft als vier symmetrie-elementen de eenheid, de C2-rotatie-as en 2 spiegelvlakken. De groeptheoretische beschrijving begint bij een set basisfuncties, bijvoorbeeld de coördinaten x, y en z van het symmetriepunt (het zuurstofatoom). Hierbij behoren vier 3x3 transformatiematrices. De sporen van deze vier matrices vormen een reducibele representatie Γa van de puntgroep C2v. Alle symmetrie-elementen met hun bijbehorende irreducibele representaties worden samengevat in een karaktertabel:
| Puntgroep C2v                 | E | C2 | σv(xz) | σv'(yz) |           |            |
| ----------------------------- | - | -- | ------ | ------- | --------- | ---------- |
| irreducibele representatie Γ1 | 1 | 1  | 1      | 1       | z         | x2, y2, z2 |
| irreducibele representatie Γ2 | 1 | -1 | -1     | 1       | y, Rx     | yz         |
| irreducibele representatie Γ3 | 1 | -1 | 1      | -1      | x, Ry     | xz         |
| irreducibele representatie Γ4 | 1 | 1  | -1     | -1      | Rz        | xy         |
| reducibele representatie Γa   | 3 | -1 | 1      | 1       | (x, y, z) |            |

Deze tabel bevat ook de 4 irreducibele representaties van de puntgroep C2v. In dit voorbeeld behoort de vector (x, y, z) bij de representatie Γa. Te zien is dat Γa=Γ1 + Γ2 + Γ3. 
Bekijkt men een enkele basisfunctie, bijvoorbeeld de coördinaat x, dan is Ex = x, C2x = -x, σv(xz)x = x en σv'(yz)x = -x, karakters 1, -1, 1, -1, zodat x behoort bij de representatie Γ3. Op dezelfde wijze vindt men dat y behoort bij Γ2 en z behoort tot Γ1. 
Bekijkt men een andere set basisfuncties, bijvoorbeeld de rotaties Rx, Ry en Rz respectievelijk om de x, y en z-as, dan is ERx = Rx, C2Rx = -Rx, σv(xz)Rx = Rx en σv'(yz)Rx = -Rx, zodat Rx behoort bij de representatie Γ2. Op dezelfde wijze vindt men dat Ry behoort bij Γ3 en z behoort bij Γ4. 
Nog een andere chemisch relevante set basisfuncties zijn x2, y2 en z2, die behoren bij Γ1; xy, die behoort bij Γ4, xz die behoort tot Γ3 en yz, die behoort bij Γ2.
Deze functies worden gewoonlijk in de karaktertabellen vermeld in de twee kolommen na de kolommen van de symmetrieoperaties.

## Lineaire combinatie van orbitalen
Wanneer men orbitalen in moleculen classificeert naar irreducibele representaties, kan men snel de lineaire combinaties van orbitalen aangepast aan de symmetrie vinden. In het voorbeeld water: de representatie Γb opgespannen door de s-orbitalen van de twee waterstofatomen s1 en s2 is van de orde 2; de karakters onder de symmetrieoperaties zijn gelijk aan het aantal van deze s-orbitalen die op hun plaats blijven: E → 2, C2 → 0, σv(xz) → 2 en 
σv'(yz) → 0. Γb is volgens de karaktertabel reducibel: Γb (2,0,2,0) = Γ1 (1,1,1,1) + Γ3 (1,-1,1,-1).
Men kan in het voorbeeld H2O gemakkelijk de symmetrie-aangepaste LCAO's van de beide waterstof s-orbitalen maken. Deze zijn (s1 + s2) en (s1 - s2). Uit de karaktertabel van de puntgroep C2v valt af te leiden dat deze LCAO's vallen onder respectievelijk Γ1 en Γ3. 
De constructie van symmetrie-aangepaste LCAO's is in dit voorbeeld nog door visuele inspectie gedaan, maar dankzij de informatie besloten in karaktertabellen kunnen de symmetrie-aangepaste functies met eenvoudig rekenwerk afgeleid worden, zelfs voor complexe moleculen.
Als voorbeeld nemen we molybdeen(VI)fluoride (MoF6) met octaëdersymmetrie, puntgroep Oh. Hierbij behoort de karaktertabel van Oh, maar voor het voorbeeld volstaat de rotatiesubgroep O, met als karaktertabel:
| Puntgroep O | E | 8 C3 | 3 C2 | 6 C4 | 6 C2' |                        |                          |
| ----------- | - | ---- | ---- | ---- | ----- | ---------------------- | ------------------------ |
| A1          | 1 | 1    | 1    | 1    | 1     |                        | x2 + y2 + z2             |
| A2          | 1 | 1    | 1    | - 1  | - 1   |                        |                          |
| E           | 2 | -1   | 2    | 0    | 0     |                        | (2 z2 - x2 - y2, x2 - y2 |
| T1          | 3 | 0    | -1   | 1    | -1    | (x, y, z) (Rx, Ry, Rz) |                          |
| T2          | 3 | 0    | -1   | -1   | 1     |                        | (xy, xz, yz)             |
| Γc          | 6 | 0    | 2    | 2    | 0     |                        |                          |

In dit stadium is het wat betreft de nomenclatuur voldoende te weten dat de letters A en B staan voor irreducibele representaties van de orde 1, E van de orde 2 en T van de orde 3. 
We willen vaststellen welke molybdeen-orbitalen betrokken zijn in de sigma-bindingen met fluor. Er zijn hier zes equivalente sigma-bindingen, die de basis vormen voor de reducibele representatie Γc. 
We gaan weer na hoeveel sigma-bindingen op hun plaats blijven onder de diverse symmetrieoperaties van puntgroep O: E → 6, C3 → 0, C2 (3 x de assen) → 2, C4 → 2, C2 (6 x de diagonalen) → 0, zodat het karakter van Γc is: (6,0,2,2,0). Dit staat in onderaan in de karaktertabel. Te zien is dat Γc = A1 + E + T1.
In de volgende stap moet vastgesteld worden, welke set Mo-orbitalen de representatie Γc = A1 + E + T1 opspant. Daartoe kijken we in de laatste twee kolommen. De s-orbitaal komt overeen met x2 + y2 + z2 en spant de representatie A1 op. Onder T1 staat de set (x, y, z), zodat de orbitalen px, py, pz de representatie T1 opspannen. In de E-representatie staat (z2 - x2 - y2, x2 - y2), die komt overeen met de set (dz2, dx2-y2). De set molybdeen-orbitalen betrokken in de zes sigmabindingen is dus s, px, py, pz, dz2, dx2-y2, kort geschreven sp3d2. De representatietheorie geeft op elegante wijze als resultaat de hybridisatie van het centrale Mo-atoom. 
De representatietheorie zelf houdt zich o.a. bezig met de relaties tussen karakters van representaties en met de eigenschappen van karaktertabellen. Veel toepassingen van de theorie gaan echter direct uit van de informatie besloten in de karaktertabellen.

## Toepassingsgebied
Omdat de geometrie van het molecuul niet verandert onder invloed van een symmetrieoperatie, verandert ook de energie van het molecuul niet. De symmetrie-operator Ŝ commuteert dan ook met de Hamiltoniaan:
{\displaystyle {\hat {H}}{\hat {S}}={\hat {S}}{\hat {H}}}
Oftewel als een similiariteitstransformatie uitgedrukt:
{\displaystyle {\hat {H}}={\hat {S}}^{-1}{\hat {H}}{\hat {S}}}
Deze eigenschap is het uitgangspunt voor veel toepassingen van de groepentheorie in de chemie. In de theoretische chemie is het een fundamenteel aspect bij het bestuderen van de symmetrie van molecuulorbitalen. Moleculaire symmetrie kan ingezet worden bij de Hückel-theorie voor geconjugeerde pi-systemen, de studie van coördinatieverbindingen en hun eigenschappen (ligandveldtheorie), de bestudering van de Woodward-Hoffmann-regels en de studie van moleculaire vibraties (om IR- en Raman-spectra te voorspellen). Verder kent het toepassingen in de kristallografie.